# Biserica Romano-Catolică din România

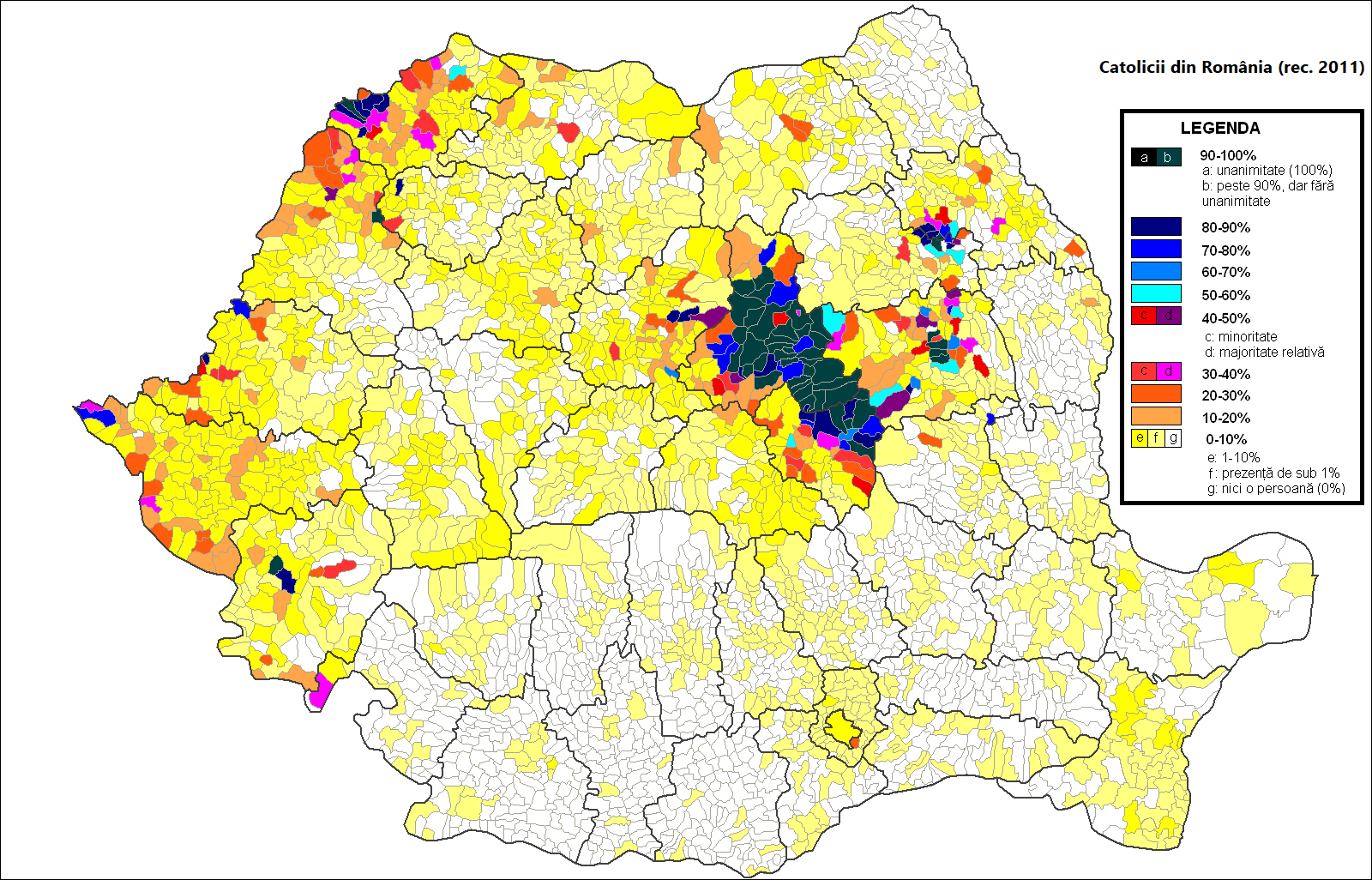
Catolicii din România (2011)

Prezența romano-catolică conform recensământului din 2002, la nivel de județ ca unitate administrativă

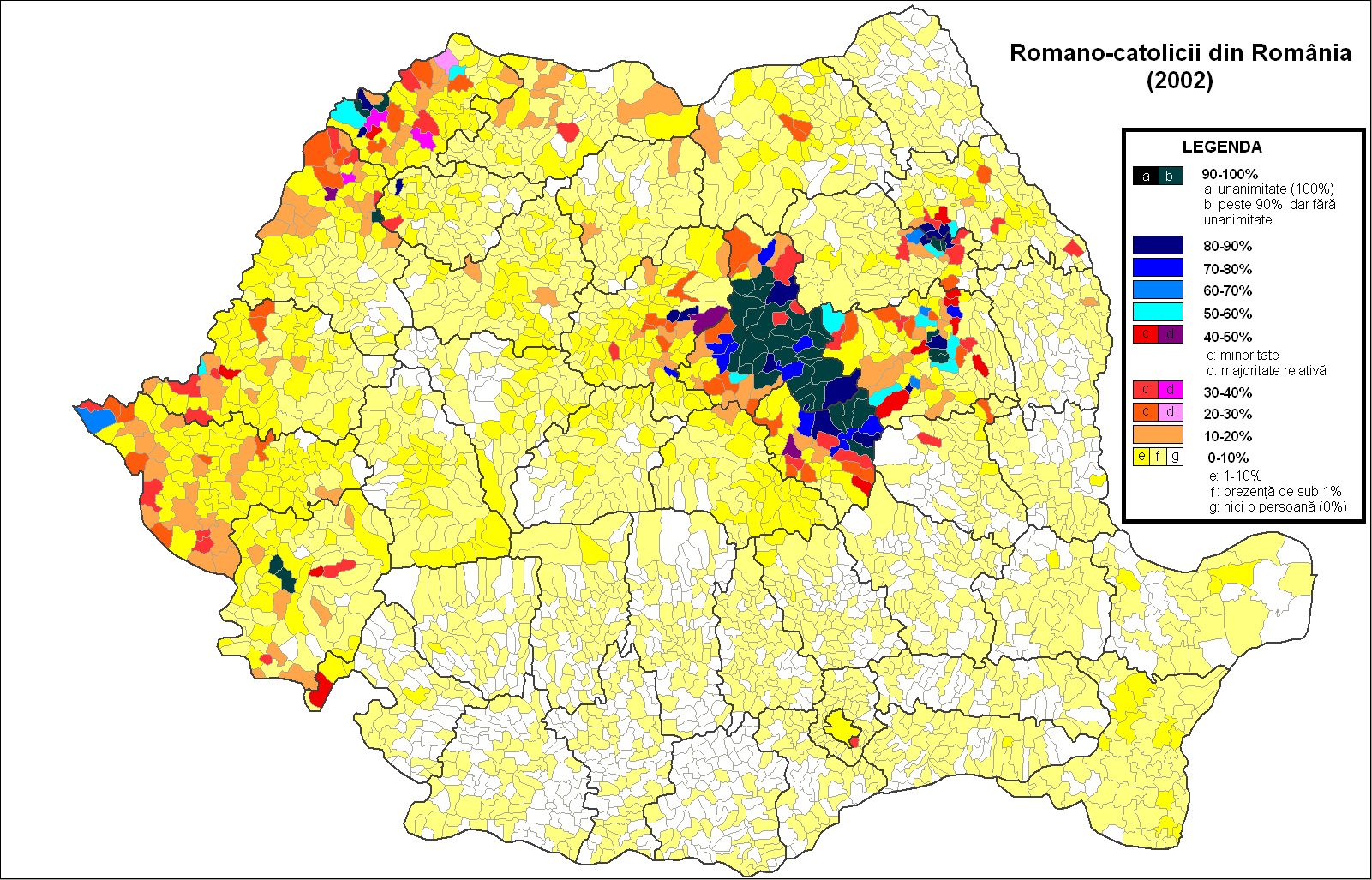
Prezența romano-catolică conform recensământului din 2002, la nivel de comună ca unitate administrativă

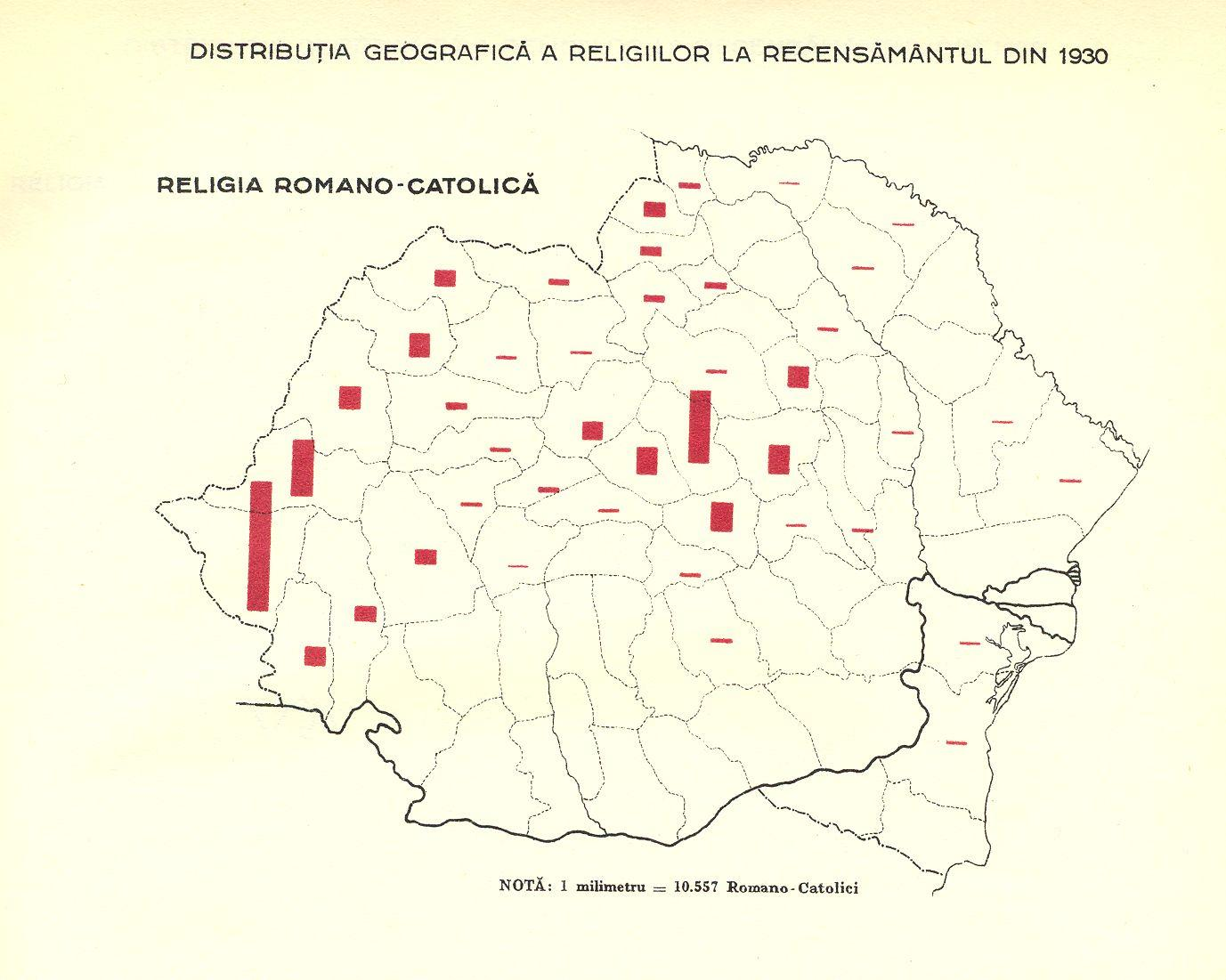
Prezența romano-catolică în România interbelică

Biserica Romano-Catolică din România este partea Bisericii Romano-Catolice prezente în România. Cultul romano-catolic este unul din cele 18 culte recunoscute de autoritățile române. Conform datelor recensământului din 2011, un număr de 870.774 de cetățeni români s-au declarat romano-catolici, față de 1.028.401 în anul 2002. Conform datelor recensământului din 2011, județele cu cea mai numeroasă prezență romano-catolică erau: Harghita (200.663), Bacău (94.490), Covasna (73.739), Satu Mare (59.590), Timiș (54.547), Mureș (48.530), Bihor (48.350) și Neamț (45.338).
Conform buletinului oficial al Sfântului Scaun, în aceeași perioadă recensământul intern al Bisericii Catolice a numărat în România 1.193.806 credincioși romano-catolici, cu 165.405 persoane mai mult decât cele înregistrate de autoritățile române. 
Credincioșii romano-catolici au o pondere de 4,5 - 5,5% din populația României.

## Istoric
Cea mai veche episcopie catolică de pe teritoriul actual al României este Arhidieceza de Alba Iulia (sec. al XI-lea). Primele episcopii catolice din exteriorul arcului carpatic, respectiv Episcopia de Siret (sec. al XIII-lea), Episcopia Milcovului (sec. al XIII-lea) și Episcopia Severinului (sec. al XIV-lea), au fost devastate de marea invazie mongolă, respectiv de invazia otomană din secolul al XVI-lea.
Actuala Arhidieceză de București este o fondare mai nouă, din secolul al XIX-lea.
Biserica Catolică din România a avut de suferit în timpul regimului comunist, când toți episcopii ei au fost arestați, așezămintele școlare și de caritate naționalizate, ordinele religioase interzise, iar întreaga activitate religioasă catolică drastic restrânsă și pusă sub supravegherea Securității.

## Tradiții
Principalele locuri de pelerinaj ale Bisericii Romano-Catolice din România sunt Șumuleu Ciuc (cu cel mai mare aflux de Rusaliile romano-catolice), Cacica și Maria Radna (amândouă de Sf. Maria Mare, la 15 august).

## Organizare

Harta administrativă

Biserica Romano-Catolică din România este organizată în șase dieceze, dintre care două sunt arhidieceze:
- Arhidieceza de Alba Iulia
- Arhidieceza de București:
  - Dieceza de Iași;
  - Dieceza de Oradea Mare;
  - Dieceza de Satu Mare;
  - Dieceza de Timișoara.